# 西山光秋
西山 光秋（にしやま みつあき、1956年9月25日 - ）は、日本の実業家。日立製作所代表執行役最高財務責任者を経て、プロテリアル代表取締役会長。2023年3月に退任後、4月から日立製作所嘱託、6月から日立製作所取締役。

## 人物・経歴
宮城県仙台市生まれ。1979年東北大学経済学部卒業、日立製作所入社。1990年ジョージア州立大学経営大学院卒業、MBA（経営学修士）。1994年日立アメリカ社ダイレクター。1998年日立PCコーポレーション（米国）シニアヴァイスプレジデント＆CFO。2003年日立グローバルストレージテクノロジーズ社シニアダイレクター。2008年日立製作所財務一部長。2011年日立電線執行役CFO。2013年日立金属事業役員常務電線材料カンパニープレジデント。2015年日立製作所執行役常務財務統括本部長。2016年日立製作所代表執行役執行役専務CFO兼財務統括本部長。2020年から日立金属代表執行役執行役会長兼社長兼CEOを務め、品質不正問題への対応などにあたった。2023年1月5日、プロテリアル代表取締役会長就任。同年3月に退任し、日立製作所に嘱託として復帰。同年6月から日立製作所取締役。